# フリーデリケ・シャルロッテ・フォン・プロイセン
フリーデリケ・シャルロッテ・ウルリーケ・カタリーナ・フォン・プロイセン（Friederike Charlotte Ulrike Katharina von Preußen, 1767年3月7日 - 1820年8月6日）は、イギリス王族であるヨーク・オールバニ公フレデリックの妃。英語名フレデリカ・シャーロット（Frederica Charlotte of Prussia）。

## 生涯
のちのプロイセン王フリードリヒ・ヴィルヘルム2世と、最初の妃エリーザベト・クリスティーネ・フォン・ブラウンシュヴァイク＝ヴォルフェンビュッテルの一人娘として、シャルロッテンブルクで生まれた。わずか2歳の時に母の不貞が原因で両親が離婚し、母はシュテッティンに幽閉されたため、ベルリンに残された彼女は父の監護の元、大叔母にあたるフリードリヒ2世の王妃エリーザベト・クリスティーネに養育された。 
1791年、ヨーク・オールバニ公フレデリックと結婚した。ロンドン市民に好意的に迎えられるが、結婚生活は不幸で、2人はほどなく別居した。フリーデリケ・シャルロッテは子供のないまま、サリー州で没した。